# Seznam italijanskih fotomodelov
Seznam italijanskih fotomodelov.

## A
- Asia Argento

## B
- Benedetta Barzini (1943)
- Monica Bellucci
- Mariacarla Boscono

## K
- Tina Kunakey

## L
- Fabio Lanzoni

## M
- Alessandra Mussolini

## P
- Anita Pallenberg

## R
- Linda Jo Rizzo

## S
- Sabrina Salerno

## V
- Adriana Volpe